# Чёрно-бурый заяц
Чёрно-бурый заяц (лат. Lepus insularis) — вид рода Lepus из отряда зайцеобразных.

## Распространение
Ареал ограничен островом Эспириту-Санто в Калифорнийском заливе на территории Мексики. Занимает высоты от уровня моря до 300 м. Предпочитает открытые пространства и часто встречается на каменистых склонах, дюнах и в песчаных долинах.

## Поведение
Наибольшая активность проявляется во время сумерек, но, насколько известно, может быть активен в любое время. Питается разнотравьем и потребляет мясистые части невысоких кактусов (Stenocereus) и молодые стебли кустарников (Prosopis). Единственный хищник острова североамериканский какомицли (Bassariscus astutus), вероятно, охотится на этого зайца. Кроме того, некоторые хищные птицы, как известно, охотятся на острове.
Брачный сезон, как правило, с января по август. В это время между самцами происходят драки. Период беременности составляет от 41 до 43 дней, а самки рожают весной и летом, два или три раза в год. Приплод 3-4 молодых. Зайчата рождаются в открытых гнездах полностью покрытые мехом с открытыми глазами. Малыши активны сразу после рождения. Лактации длится всего несколько дней, после чего молодежь оставляет матерей.

## Морфологические признаки
Общая длина составляет 57,4 см, длина хвоста 9,6 см, уха 10,5 см. Масса тела составляет около 2,5 кг. Самки немного крупнее самцов. Окраска спины чёрная, с коричневой струйчатостью, бока серые. Голова от чёрно-серого до чёрного цвета с долей седых волос вокруг глаз, ушей и на макушке. Брюхо от ржаво-коричневого до серого. В хромосомном наборе 2n=48 хромосом.